# 天主教羅索教區
天主教羅索教區（拉丁語：Dioecesis Rosensis）是羅馬天主教在多米尼克的一個教區，屬天主教卡斯特里總教區。
教區成立於1850年4月30日，教座位於首都羅索。2010年有教友42,174人，佔轄區總人口61.4%。教區下轄十四個堂區，有廿六名司鐸。現任教區總主教為嘉俾額爾·馬爾扎伊爾。